# 迪利弗倫斯角
65°18′S 64°7′W / 65.300°S 64.117°W
迪利弗倫斯角（英語：Deliverance Point）是南極洲的海岬，位於葛拉漢地西岸，處於圖森角以南5公里，由讓-巴蒂斯特·夏古率領的法國探險隊發現，現時由南極條約體系管理。